# Vũ Định
Vũ Định (chữ Hán giản thể: 武定县, Hán Việt: Vũ Định huyện) là một huyện thuộc Châu tự trị dân tộc Di Sở Hùng tại tỉnh Vân Nam, Cộng hòa Nhân dân Trung Hoa. Huyện này có diện tích 3322 km2, dân số năm 2002 là 260.000 người. Huyện lỵ tại trấn Sư Sơn. Mã số bưu chính là 651600, mã vùng điện thoại là 0878.

## Các đơn vị hành chính
Huyện Tường Vân quản lý các đơn vị hành chính sau:
- Các trấn: Sư Sơn, Cao Kiều và Miêu Nhai.
- Các hương: Sáp Điện, Điền Tâm, Phát Sào, Bạch Lộ, Vạn Đức, Kỷ Y, Hoàn Châu và hương dân tộc Thái Đông Pha.